# Piet van Rooij
Petrus Johannes Cornelius (Piet) van Rooij (Eindhoven, 24 augustus 1928 – aldaar, 11 april 1996) was een Nederlands voetballer die uitkwam voor EVV Eindhoven.

## Loopbaan

### Beginjaren
Hij voetbalde in de jeugdjaren voor Tongelre. Nadat hij zijn militaire dienstplicht had doorgebracht in Nederlands-Indië, meldde hij zich in 1951 aan bij EVV Eindhoven.
Hij kwam tegelijkertijd met Willy Schmidt die afkomstig was van Alcmaria Victrix. Ze waren de laatste twee nieuwkomers die het kampioenelftal van 1954 completeerden.

### Doorbraak
Schmidt had als linksbuiten vanaf de start van het seizoen 1951/52 een vaste basisplaats. Van Rooij moest bijna anderhalf jaar wachten voordat hij zijn plek in de basiself verwierf. Zijn eerste doelpunt voor EVV scoorde hij als invaller voor Frans van Kemenade op 5 oktober 1952 in de thuiswedstrijd tegen NAC (1-1). Vanaf 25 januari 1953, thuis tegen Xerxes (2-0), verscheen hij wekelijks in het elftal.

### Beste aanvalslinie
Door het opstellen van Van Rooij was het laatste puzzelstukje gelegd en had het ‘gouden’ elftal zijn definitieve vorm gekregen. Met de voorhoede, bestaande uit Jan Louwers als rechtsbuiten, midvoor Noud van Melis, Willy Schmidt op de linkerflank en de binnenspelers Piet van Rooij (rechts) en Dick Snoek (links), beschikte EVV over de beste aanvalslinie van Nederland.
Van Rooij viel van het ene succes in het andere. Drie jaar op rij (1953, 1954 en 1955) werd hij met EVV kampioen in de Eerste klasse. Met als hoogtepunt het landskampioenschap voor eigen publiek op 27 juni 1954 door DOS  met 3-1 te verslaan. Dit was in zijn eerste volledige seizoen waarin hij alle 26 competitieduels plus de zes wedstrijden om de nationale titel meespeelde.

### Teruggang
Na het grote succes kwam de ommekeer. De kampioensploeg viel langzamerhand uit elkaar na de invoering van het profvoetbal in Nederland na de zomer van 1954. Van Rooij bleef en plaatste zich met EVV in 1956 voor de nieuwe Eredivisie. De verzwakte Eindhovense club eindigde als laatste en degradeerde.
Van Rooij was begonnen als aanvaller maar kreeg later een meer verdedigende rol in het elftal. Na de degradatie van 1957 bleven er nog zes spelers over van het kampioensteam van drie jaar eerder. Naast Van Rooij waren dat Frans van Kemenade, Jan Louwers, Dick Snoek, Frans Tebak en Cor Vlemmix. Zij begonnen aan een nieuw avontuur in de Eerste divisie waarin EVV jarenlang een vrij anonieme rol speelde.

### Einde
Van het overgebleven zestal haakten in 1960 Frans van Kemenade (trainer RPC), Jan Louwers (naar PSV) en Dick Snoek (terug naar Gestelse Boys) af. Noud van Melis, die in 1958 was teruggekeerd van Rapid JC, stopte toen ook. Cor Vlemmix was in 1958 al voor Tongelre gaan spelen.
Van het succeselftal bleven begin jaren zestig alleen Piet van Rooij en Frans Tebak over. De twee middendertigers namen aan het einde van het seizoen 1962/63 afscheid met een negende plaats in de Eerste divisie. Tebak moest door een rugblessure de laatste competitieduels laten schieten waardoor Van Rooij als allerlaatste, negen jaar na het behalen van de landstitel, afscheid nam.
Piet van Rooij was werkzaam bij Philips en overleed in 1996 op 67-jarige leeftijd. Hij is de vader van oud-prof Frans van Rooij die vlak na zijn afscheid als voetballer op 3 juli 1963 werd geboren en onder meer voor PSV uitkwam.

## Clubstatistieken
| Seizoen         | Club            | Land            | Competitie                   | Competitie | Competitie | Beker | Beker | Internationaal | Internationaal | Ned.kamp. | Ned.kamp. | Totaal | Totaal |
| Seizoen         | Club            | Land            | Competitie                   | Wed.       | Dlp.       | Wed.  | Dlp.  | Wed.           | Dlp.           | Wed.      | Dlp.      | Wed.   | Dlp.   |
| --------------- | --------------- | --------------- | ---------------------------- | ---------- | ---------- | ----- | ----- | -------------- | -------------- | --------- | --------- | ------ | ------ |
| 1951/52         | EVV Eindhoven   | Nederland       | Eerste klasse C              | 1          | 0          | –     | 0     | 0              | 0              | 0         | 0         | 1      | 0      |
| 1952/53         | EVV Eindhoven   | Nederland       | Eerste klasse D              | 13         | 3          | –     | 0     | 0              | 0              | 8         | 1         | 21     | 4      |
| 1953/54         | EVV Eindhoven   | Nederland       | Eerste klasse D              | 26         | 6          | –     | 0     | 0              | 0              | 6         | 0         | 32     | 6      |
| 1954/55         | EVV Eindhoven   | Nederland       | Eerste klasse D (afgebroken) | 8          | 3          | –     | –     | 0              | 0              | 0         | 0         | 8      | 3      |
| 1954/55         | EVV Eindhoven   | Nederland       | Eerste klasse D              | 25         | 4          | –     | –     | 0              | 0              | 5         | 0         | 30     | 4      |
| 1955/56         | EVV Eindhoven   | Nederland       | Hoofdklasse A                | 26         | 5          | –     | –     | 0              | 0              | 0         | 0         | 16     | 0      |
| 1956/57         | EVV Eindhoven   | Nederland       | Eredivisie                   | 33         | 2          | –     | 0     | 0              | 0              | 0         | 0         | 33     | 2      |
| 1957/58         | EVV Eindhoven   | Nederland       | Eerste divisie B             | 30         | 2          | –     | 0     | 0              | 0              | 0         | 0         | 30     | 2      |
| 1958/59         | EVV Eindhoven   | Nederland       | Eerste divisie A             | 27         | 0          | –     | 0     | 0              | 0              | 0         | 0         | 27     | 0      |
| 1959/60         | EVV Eindhoven   | Nederland       | Eerste divisie B             | 31         | 1          | –     | 0     | 0              | 0              | 0         | 0         | 31     | 1      |
| 1960/61         | EVV Eindhoven   | Nederland       | Eerste divisie B             | 24         | 0          | –     | 0     | 0              | 0              | 0         | 0         | 24     | 0      |
| 1961/62         | EVV Eindhoven   | Nederland       | Eerste divisie A             | 30         | 1          | –     | 0     | 0              | 0              | 0         | 0         | 30     | 1      |
| 1962/63         | EVV Eindhoven   | Nederland       | Eerste divisie               | 19         | 0          | –     | 0     | 0              | 0              | 0         | 0         | 19     | 0      |
| Carrière totaal | Carrière totaal | Carrière totaal | Carrière totaal              | 293        | 27         | –     | 0     | –              | –              | 19        | 1         | 312    | 28     |